# Варіантність (лінгвістика)
Варіантність (лат. varians, рід. variantis - "той, що змінюється") в мовознавстві - це фундаментальна властивість способу існування та функціонування одиниць мови та мовної системи в цілому.  Характеризується з допомогою понять варіанта та інваріанта..
Варіантно-інваріантний підхід до мовних явищ, зародившись у фонології (зокрема, у працях представників Празького лінгвістичного гуртка), пізніше було перенесено й вивчення інших рівнів мови..

## Варіант та інваріант
Варіанти - різні прояви (модифікації, реалізації, маніфестації ) однієї і тієї ж сутності (одиниці); всі одиниці мови варіативні, реалізуються у мові як безлічі примірників. Інваріант - абстрактне позначення однієї і тієї ж сутності у відволіканні від її конкретних модифікацій, що відображає загальні властивості класу об'єктів, що утворюється варіантами, і притаманні кожному з варіантів.  Інваріант не існує як окремий об'єкт, не є «зразковим варіантом» (так, фонема — інваріант по відношенню до класу своїх конкретних реалізацій, об'єднаних функціональною тотожністю, проте сама фонема невимовна). Поняття інваріанту - засіб класифікації, упорядкування мовного матеріалу. Варіант та інваріант протиставлені один одному.
Виділяються інваріанти різного ступеня абстрактності. Так, словоформа стіл є конкретний екземпляр-варіант (аллолекс, лекс) лексеми стіл, екземпляр-варіант іменника, екземпляр-варіант слова взагалі. З іншого боку, серед інваріантів іноді розрізняються найменування класів і підкласів: наприклад, алофон може бути визначений як різновид фонеми, обумовлена цим фонетичним оточенням, тобто фонема, алофон і тло співвідносяться як клас, підклас та елемент підкласу.
Варіанти та інваріанти не утворюють різних рівнів мовної системи: одиниці одного і того ж рівня можуть розглядатися як варіанти і як інваріанти (наприклад, терміни "морф" та "морфема" описують морфемний рівень мови, позначаючи його одиниці як класи та члени класів відповідно).